# Сорокіна Ніна Іванівна
Ніна Іванівна Сорокіна (рос. Нина Ивановна Сорокина; 13 травня 1942, Електросталь — 8 жовтня 2011, Москва) — радянська і російська артистка балету, солістка Большого театру, балетний педагог. Народна артистка СРСР (1987).

## Біографія
Народилася 13 травня 1942 року в місті Електросталь Московської області. Закінчила Московське хореографічне училище, педагог — Софія Головкіна.
У 1961—1988 роках — у трупі Большого театру, удосконалювалася під керівництвом Марини Семенової.
Ніна Сорокіна — перша виконавиця партій: Дівчина («Геологи», 1964, балетмейстери Наталія Касаткіна і Володимир Васильєв), Обраниця («Весна священна», 1965, балетмейстери ті ж), Дівчина («Ікар», 1971, балетмейстер Володимир Васильєв), Кіті («Анна Кареніна», 1972, балетмейстери Майя Плісецька, Наталя Риженко, Віктор Смирнов-Голованов), Кохана («Осяяння», 1973, балетмейстери Риженко, Смирнов-Голованов), Редисочка («Чіполіно», 1977, балетмейстер Генріх Майоров) .
У репертуарі Сорокіної — головні партії в класичних і сучасних балетах, у тому числі: Сильфіда («Шопеніана»), Жанна («Полум'я Парижа»), Весна («Попелюшка»), Лауренс; принцеса Флоріна та Аврора («Спляча красуня»), Маша («Лускунчик»), Кітрі; Асель («Асель»), Господиня Мідної гори; Анастасія («Іван Грозний»), Муза («Паганіні»), Шура Азарова («Гусарська балада»), Геро («Любов'ю за любов»), Незнайомка («Ескізи»).
З 1989 року — педагог-репетитор гастрольно-концертної трупи «Зірки Великого балету».
З 1993 року — викладач класичного танцю хореографічної школи імені Л. М. Лавровського (зараз Московське державне хореографічне училище імені Л. М. Лавровського).
Була професором, керівником майстерні в Російському університеті театрального мистецтва (ГИТИС).
Знімалася в телебалеті «Пустотливі частушки» (1970), в телефільмах-концертах «Хореографічні новели» (1973), «Танцюють Ніна Сорокіна і Михайло Лавровський» (1982).
Ніна Сорокіна — лауреат Міжнародних конкурсів артистів балету у Варні (1966) і Москві (1969). Володарка премії «Золота зірка» на Міжнародному фестивалі танцю в Парижі (1970).
Ніна Іванівна Сорокіна відрізнялася граціозним, легким, технічно досконалим танцем, драматичним хистом. За віртуозності її порівнювали з Ольгою Лепешинською.
Померла 8 жовтня 2011 у Москві після тривалої хвороби, похована на Кунцевському кладовищі.

## Фільмографія
- «Секрет успіху» (1964, музичний фільм)
- «Створення танців» (1967, документальний фільм)
- «Молодий балет світу» (1969, документальний фільм)
- «Пустотливі частівки» (1970, фільм-балет)
- «Спляча красуня» (1971, фільм-балет; Аврора)
- «Хореографічні новели» (1973, фільм-балет)
- «Анна Кареніна» (1974, фільм-балет; Кіті)
- «Великий балет» (1980, фільм-концерт)
- «Ці чарівні звуки...» (1981, фільм-балет)
- «Танцюють Ніна Сорокіна і Михайло Лавровський» (1982, фільм-концерт)